# Đàm Vĩnh Hưng

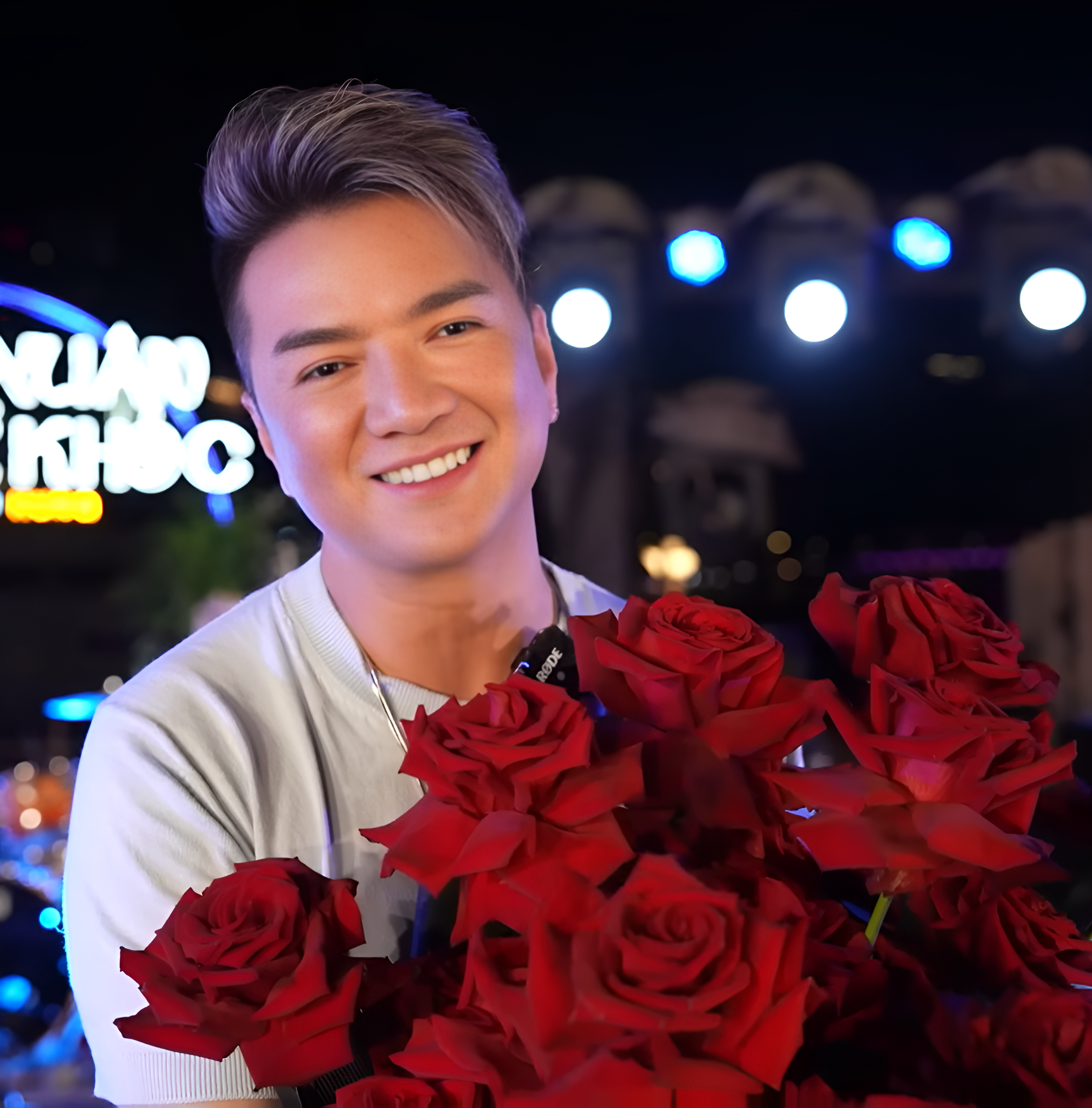

Đàm Vĩnh Hưng (eigentlich Huynh Minh Hung, geboren am 2. Oktober 1971 in Da Nang) ist ein vietnamesischer Sänger.

## Biografie

### Anfang
Die Mutter Đàm Vĩnh Hưngs stammte aus der Region Quang Nam. Sein Großvater mütterlicherseits war französisch-vietnamesischer und seine Großmutter mütterlicherseits chinesischer Herkunft. Đàm Vĩnh Hưng besuchte die High School Nguyễn Thượng Hiền im Viertel Tan Binh von Ho-Chi-Minh-Stadt.

### Karriere
Seit 1991 nahm er an kulturellen Aktivitäten als Sänger in einem Club für junge Leute im Kulturzentrum im Bezirk 10. teil. Im Jahr 1998 gewann er den Wettbewerb für die beste Fernsehstimme von Ho-Chi-Minh-Stadt und erhielt zahlreiche Preise.
Vom 6. bis 13. November 2009 engagierte er sich für die Operation Smile, eine Organisation, die kostenlose chirurgische Versorgung für Kinder mit Lippen- und Gaumenspalte und anderen Defekten in den Krankenhäusern von Can Tho und im Mekongdelta durchführt. Er wurde von Ly Nha Ky, Mỹ Tâm, Mai Phương Thúy und dem Operation Smile-Botschafter in Vietnam, Jackie Chan, begleitet.

## Kontroversen
Im Juli 2010 kam er zu einem Konzert nach Santa Clara, Kalifornien. Um ihn vor den Protesten der vietnamesischen Amerikaner zu schützen, wurde eine erhöhte Sicherheitsstufe angeordnet. Viele vietnamesische Amerikaner sehen in ihm ein Symbol der kommunistischen Regierung. Der Aktivist Ly Tong, gekleidet in einen Drag, näherte sich ihm unter dem Vorwand, ihm eine Blume zu überreichen und sprühte ihm Pfefferspray ins Gesicht.

## Diskographie

### Singles
- 2012 : Tuổi Hồng Thơ Ngây
- 2012 : Góc Khuất
- 2012 : Đừng Yêu Anh – Ft. Tinna Tình

### Alben
- 1998: Tình Ơi Xin Ngủ Yên
- 2001: Bình Minh Sẽ Mang Em Đi
- 2002: 1 Trái Tim Tình Si
- 2002: Bao Giờ Người Trở Lại – Hãy Đến Đây Đêm Nay
- 2002: Phôi Pha – Tình Khúc Trịnh Công Sơn
- 2002: Cô Đơn Tiếng Sóng
- 2002: Màu Tóc Nhung – Ft. Mỹ Tâm
- 2003: Giọt Nước Mắt Cho Đời
- 2004: Hưng
- 2004: Tình Yêu Còn Đâu
- 2004: Mắt Lệ Cho Người – Ft. Ft. Mỹ Tâm, Quang Dũng
- 2005: Đàm 7 "Mr. Đàm"
- 2005: Tình Khúc Nguyễn Nhất Huy – Vẫn Nợ Cuộc Đời – Ft. Mỹ Tâm
- 2005: Hoa Học Trò
- 2006: Tình Ca Hoài Niệm
- 2006: Giải Thoát
- 2006: Tình Tuyệt Vọng
- 2006: Vùng Trời Bình Yên
- 2007: Xin Lỗi Tình Yêu
- 2007: Giã Từ
- 2007: Lạc Mất Em
- 2007: Hạnh Phúc Lang Thang – Dạ Khúc Cho Tình Nhân
- 2007: Hạnh Phúc Lang Thang 2 – Dạ Khúc Cho Tình Nhân
- 2007: Dạ Khúc Cho Tình Nhân 1
- 2007: Những Bài Hát Chọn Lọc
- 2008: Bước Chân Mùa Xuân
- 2008: Mùa Noel Đó
- 2008: Muộn
- 2008: Hạnh Phúc Cuối
- 2008: Qua Cơn Mê – Dạ Khúc Cho Tình Nhân 2
- 2009: Nửa Vầng Trăng
- 2010: Khoảng Cách
- 2011: Những Bài Ca Không Quên – Dạ Khúc Cho Tình Nhân 3
- 2011: Cuộc Tình Đã Mất – Dạ Khúc Cho Tình Nhân 4
- 2011: 3H
- 2011: Sa Mạc Tình Yêu – Ft. Thanh Lam
- 2011: Xót Xa – Dạ Khúc Cho Tình Nhân 5
- 2011: Anh Còn Nợ Em
- 2011: Tuyển Chọn Dạ Khúc Cho Tình Nhân
- 2011: Ca Dao Mẹ
- 2012: Chúc Xuân – Bên Em Mùa Xuân – Ft. Dương Triệu Vũ, Tammy Nguyễn, Hoài Lâm, Hồng Ngọc
- 2012: Số Phận
- 2012: Góc Khuất
- 2012: Giọng Hát Việt: That’s How We Do It! – Ft. Hồ Ngọc Hà, Bức Tường, Thu Minh
- 2012: Thương Hoài Ngàn Năm (2012)

## Auszeichnungen
- 1996: Incentive Award für das Album, Bài ca Tháng 4 von touristischen Organisationen Sen.
- 1997: Erster Preis beim "Liên hoan các giọng hát hay bán chuyên nghiệp."
- 1998: Preis Television Voice of Ho-Chi-Minh-Stadt.
- 2001: Preis erhielt für seine Stimme und sein Gesicht von der Öffentlichkeit geliebt.
- 2002: Preis der grünen Welle Fernsehen Stimme von Ho-Chi-Minh-Stadt
- 2003: GIẢI Nhất Ngôi sao Bạch kim (Kategorie: Bester männlicher Darsteller)
- 2004: GIẢI Thưởng Làn Sóng Xanh (Kategorie: Singer beliebtesten)
- 2005: Maple Leaf: Generalkonsulat von Kanada
- 2005: Zwei Auszeichnungen für die Green Wave (Kategorie: Lieblingssänger und Sänger des Jahres)
- 2006: GIẢI Thưởng Ngôi sao Bạch kim (Kategorie: Singer am eindrucksvollsten Stil)
- 2007: Preis-Engagement (Kategorie: Best Singer)
- 2008: Zwei Preis GIẢI Thưởng Làn Sóng Xanh (Kategorien: Top 10 Lieblingssänger und Sänger des Jahres)
- 2009: GIẢI Thưởng Làn Sóng Xanh: 2. Mal in Folge (Kategorie: Top 10 Lieblingssänger und Sänger des Jahres)

| Personendaten    | Personendaten                                 |
| ---------------- | --------------------------------------------- |
| NAME             | Hưng, Đàm Vĩnh                                |
| ALTERNATIVNAMEN  | Hung, Dam Vinh; Minh, Huynh (wirklicher Name) |
| KURZBESCHREIBUNG | vietnamesischer Sänger                        |
| GEBURTSDATUM     | 2. Oktober 1971                               |
| GEBURTSORT       | Da Nang                                       |